# 14888 Kanazawashi
14888 Kanazawashi (1991 SN1) là một tiểu hành tinh vành đai chính được phát hiện ngày 30 tháng 9 năm 1991 bởi K. Endate và K. Watanabe ở Kitami.